# سیگید دی. پییریمهاف
سیگید دی. پییریمهاف (انگلیسی: Sigrid D. Peyerimhoff؛ زادهٔ ۱۲ ژانویهٔ ۱۹۳۷) دانشمند در زمینه شیمی محاسباتی اهل آلمان و از دریافت‌کننده نشان افتخار شایستگی جمهوری فدرال آلمان است.